# چم آسیاب
چم آسیاب، روستایی از توابع شهرستان مسجد سلیمان در استان خوزستان ایران است.

## جمعیت
این روستا در دهستان پشته ذیلائی قرار دارد و براساس سرشماری مرکز آمار ایران در سال ۱۳۸۵، جمعیت آن ۶۲ نفر (۱۰خانوار) بوده‌است.